# Buimerivka, Ohtîrka
Buimerivka (în ucraineană Буймерівка) este un sat în comuna Kardașivka din raionul Ohtîrka, regiunea Sumî, Ucraina.

## Demografie
Componența lingvistică a localității Buimerivka
     Ucraineană (97,62%)
     Rusă (2,38%)
Conform recensământului din 2001, majoritatea populației localității Buimerivka era vorbitoare de ucraineană (97,62%), existând în minoritate și vorbitori de rusă (2,38%).